# Ozana indica
Ozana indica là một loài bướm đêm trong họ Noctuidae.